# Collegio uninominale Sicilia 1 - 01 (2020)
Il collegio elettorale uninominale Sicilia 1 - 01 è un collegio elettorale uninominale della Repubblica Italiana per l'elezione della Camera dei deputati.

## Territorio
Come previsto dalla legge n. 51 del 27 maggio 2019, il collegio è stato definito tramite decreto legislativo all'interno della circoscrizione Sicilia 1.
È formato dal comune di Ustica e da una parte del territorio del comune di Palermo: quartieri Altarello, Brancaccio-Ciaculli, Cuba-Calatafimi, Libertà, Malaspina-Palagonia, Mezzomonreale-Villa Tasca, Montegrappa-Santa Rosalia, Noce, Oreto-Stazione, Palazzo Reale-Monte di Pietà, Politeama, Settecannoli, Tribunali-Castellammare, Uditore-Passo di Rigano, Villagrazia-Falsomiele e Zisa.
Il collegio è parte del collegio plurinominale Sicilia 1 - 01.

## Eletti
| Elezione | Elezione | Deputato      | Partito            |
| -------- | -------- | ------------- | ------------------ |
|          | 2022     | Davide Aiello | Movimento 5 Stelle |

## Dati elettorali

### XIX legislatura
Come previsto dalla legge elettorale, 147 deputati sono eletti con sistema a maggioranza relativa in altrettanti collegi uninominali a turno unico.
| Candidati                                 | Candidati               | Voti    | %     | Liste                          | Voti    | %     |
| ----------------------------------------- | ----------------------- | ------- | ----- | ------------------------------ | ------- | ----- |
|                                           | Davide Aiello ✔️ Eletto | 64 166  | 35,86 | Movimento 5 Stelle             | 64 166  | 35,86 |
|                                           | Gabriella Giammanco     | 50 426  | 28,18 | Fratelli d'Italia              | 29 121  | 16,27 |
| Forza Italia                              | Gabriella Giammanco     | 50 426  | 28,18 | 14 402                         | 8,05    |       |
| Lega per Salvini Premier                  | Gabriella Giammanco     | 50 426  | 28,18 | 5 803                          | 3,24    |       |
| Noi moderati/Lupi - Toti - Brugnaro - UDC | Gabriella Giammanco     | 50 426  | 28,18 | 1 100                          | 0,61    |       |
|                                           | Erasmo Palazzotto       | 36 811  | 20,57 | Partito Democratico-IDP        | 25 966  | 14,51 |
| +Europa                                   | Erasmo Palazzotto       | 36 811  | 20,57 | 4 786                          | 2,67    |       |
| Alleanza Verdi e Sinistra                 | Erasmo Palazzotto       | 36 811  | 20,57 | 4 760                          | 2,66    |       |
| Impegno Civico - Centro Democratico       | Erasmo Palazzotto       | 36 811  | 20,57 | 1 299                          | 0,73    |       |
|                                           | Igor Gelarda            | 11 065  | 6,18  | Sud chiama Nord                | 11 065  | 6,18  |
|                                           | Giuseppe Alessi         | 10 093  | 5,64  | Azione - Italia Viva - Calenda | 10 093  | 5,64  |
|                                           | Alessandro D'Alessandro | 2 154   | 1,20  | Italia Sovrana e Popolare      | 2 154   | 1,20  |
|                                           | Giuseppe Rita Militello | 2 153   | 1,20  | Italexit                       | 2 153   | 1,20  |
|                                           | Piera Aiello            | 2 089   | 1,17  | Unione Popolare                | 2 089   | 1,17  |
| Totale                                    | Totale                  | 178 957 | 100   |                                | 178 957 | 100   |
|                                           |                         |         |       |                                |         |       |
| Voti non validi                           | Voti non validi         | 11 488  | 6,03  |                                |         |       |
| Votanti                                   | Votanti                 | 190 445 | 54,58 |                                |         |       |
| Elettori                                  | Elettori                | 348 953 |       |                                |         |       |